# Halophila
Halophila là một chi thực vật có hoa trong họ Hydrocharitaceae.

## Danh sách loài
- Halophila australis
- Halophila baillonis
- Halophila decipiens
- Halophila engelmannii
- Halophila hawaiiana
- Halophila johnsonii
- Halophila minor
- Halophila ovalis
- Halophila spinulosa
- Halophila stipulacea
- Halophila tricostata